# 魂の教育
『魂の教育』（たましいのきょういく）は2008年11月18日公開の日本映画。
児童教育・右脳教育の第一人者、教育学博士・七田眞を中心に右脳開発によって引き出される人間の可能性を追求したドキュメンタリー。監督は「ストーンエイジ」「不食の時代 〜愛と慈悲の少食〜」の白鳥哲。回想ドラマが挿入され、浪川大輔、斉藤志郎、雨蘭咲木子などが登場する。

## 出演
- 七田眞

回想ドラマ
- 佐藤淳
- 斉藤志郎
- 雨蘭咲木子
- 清水明彦
- 浪川大輔

## スタッフ
- 監督白鳥哲